# Pine Barrens (Obitelj Soprano)
"Pine Barrens" je 37. epizoda HBO-ove televizijske serije Obitelj Soprano i 11. u trećoj sezoni serije. Razradu je napisao Terence Winter prema priči njega i Tima Van Pattena. Režirao ju je Steve Buscemi, a originalno je emitirana 6. svibnja 2001.

## Radnja
Tony tijekom sastanka s Gloriom Trillo prima poziv od svoje bivše ljubavnice, Irine, kojoj je navika nazvati ga kad se napije. Međutim, javlja se Gloria, a Tony joj slaže kako su ga zvali iz A.J.-eve škole, ali joj ipak prizna istinu. Gloria upita Tonyja da objasni zašto je lagao, a on joj odvraća kako je nije htio "naljutiti", te da je jednostavno htio biti iskren. Gloria je ljuta na Tonyja i baci njegov božićni dar u more i ode. Međutim, par se pomiruje kasnije kad Gloria kupi Tonyju novi dar, marokanski ogrtač, a kasnije završavaju u krevetu.
Nakon što Silvia pogodi gripa, Tony kaže Paulieju i Christopheru da pokupe novac s njegovih ruta, s naglaskom na novac od suradnika ruske mafije, Valerija, u Fair Lawnu. Situacija postane neugodna kad se Paulie, neizazvan i već otprije ljut jer ne želi skupljati Silviov novac, naruga Rusu i namjerno slomi njegov univerzalni daljinski upravljač bacivši ga na pod, glumeći kako se radi o nesreći. Valerij uvrijedi Paulieja, nagnavši ga da napadne Rusa koji sjedi. Christopher pokuša zaustaviti Paulieja, ali nakon što se situacija zakomplicira, priskače mu u pomoć. Trojac se potuče, a Paulie zadavi Valerija podnom lampom. Paulie i Christopher se uspaniče te zamotaju Valerija u tepih i odnesu ga u auto. Pokušavajući smisliti plan što napraviti s tijelom, Paulie predloži da ga odnesu u Pine Barrens, jer je to nenaseljeno područje a i u blizini je Atlantic Cityja. Christopher, koji još nije jeo, želi se zaustaviti na doručku, ali Paulie inzistira da prvo obave posao.
U šumi, Christopher i Paulie otvore prtljažnik i otkrivaju kako je Valerij još uvijek živ i da je prožvakao selotejp kojim su ga oblijepili. Iznose ga iz auta, daju mu lopatu i prisile ga da iskopa rupu. Nakon što su mafijaši izgubili pozornost, Valerij ih udari lopatom, Christophera snažno u glavu, a Paulieja u prepone. Christopher i Paulie izvlače svoje pištolje i daju se u potjeru, ali se iznenade kad Paulie ustrijeli Valerija, jasno ga pogodivši u glavu, a Rus samo ustaje i otrči u šumu. Pokušaju ga pratiti slijedeći njegove krvave tragove, ali im to ne polazi za rukom. Začuvši neki zvuk, dvojac počne pucati, ali samo ustrijele jelena. Sada izgubljeni u šumi, Paulie nazove Tonyja, ali veza mu puca zbog slabog signala.
Tony od Valerijeva šefa i najboljeg prijatelja saznaje da je, iako je od tada zapao u probleme s drogom i alkoholom, Valerij bio ruski komandos i jednom sam ubio 16 čečenskih pobunjenika. Međutim, slabi signal između Tonyja i Paulieja rezultira konfuzijom: Paulie prenosi poruku kako je Valerij ubio 16 Čehoslovaka i kako je dekorater, na što Christopher odvraća, "Kuća mu je izgledala usrano". Kako se spušta noć, dvojac počinje drhtati, a Paulie izgubi cipelu u snijegu.
Nešto kasnije, Tony se ne pojavljuje na večeri koju je Gloria pripremila, što izazove žestoku svađu. Nakon ponovnog pomirenja i taman pred večeru, Tony dobiva poziv od Paulieja koji mu kaže da dođe pokupiti ih jer bi mogli umrijeti od hipotermije, izgladnjivanja ili bi čak Paulie mogao izgubiti nogu. Ostavši bez drugih opcija, on kaže Gloriji kako mora ići i ne može ostati na večeri, na što se ona razbjesni. Ona baci odrezak na Tonyja koji se samo nasmije situaciji i ode spasiti članove svoje ekipe.
Meadow se prehladila te se nastavlja grijati uz Jackieja. Nakon što Jackie ode ranije jer je ona odbila seks s njim, te se počne izvlačiti od novih spojeva, ona postaje sumnjičava i počne ga slijediti. U pratnji svoje prijateljice iz studentskog doma, Meadow uhvati Jackieja na ulici s drugom djevojkom. Meadow izađe iz auta i uplakana se suoči s Jackiejem. Počne se derati na par, sugerirajući kako je veza za nju gotova, dok druga djevojka uzvraća Meadow. Jackie svojoj pratilji ljubazno objasni kako je djevojka koja ga je upravo napustila kćer Tonyja Soprana, ali ova ne obraća pozornost. Jackie je evidentno smeten. Meadow ubrzo nakon toga odvoze u bolnicu; kako je cijelu noć bila vani, osjeća se još gore, ali je prijateljice u domu uvjeravaju kako je Jackie, iako privlačan, bio dosadan i prilično nesposoban. Meadow im kaže kako ne znaju kako je odrastati ondje gdje je ona odrastala, gdje se Jackie smatra božanstvom, te kaže kako je bio sjajan, iako zna da one to ne mogu shvatiti.
Paulie i Christopher uspijevaju pronaći napušteni kombi, gdje provode ostatak noći. Kako bi se zgrijali, Paulie podere podstavu u kombiju. Nakon što Christopher okrivi Paulieja za situaciju u kojoj su se našli te ga optuži da spašava sebe na njegov račun, dvojac se žestoko posvađa, a Christopher potegne pištolj na Paulieja, rekavši kako misli da Paulie kuje plan da ga ubije, nakon što je čuo kako Paulie Tonyju preko telefona govori tko je kriv za sve. Christopher zgrabi Paulieja i gurne ga uz kombi te zaprijeti da će ga ubiti, unatoč dugogodišnjem prijateljstvu i mentorstvu. Dvojac zatim prasne u smijeh, shvativši kako je bila glupa ideja da ubiju jedan drugoga, uzevši u obzir ozbiljnost trenutne situacije. Jutro kasnije, napuštaju kombi i počnu slijediti vlastite tragove.
Tony zamoli Bobbyja Bacalu, iskusnog lovca, da mu pomogne pronaći Paulieja i Christophera. On se pojavljuje više nego spreman, odjeven u šarenu lovačku opremu, na što mu se Tony počne rugati zbog prilike u kojoj su se našli. Vozeći se u Barrens, dvojac doživljava prvi prijateljski trenutak kad se Tony ispriča što se rugao Bobbyju, i izrazi svoju zahvalnost što je ovaj preuzeo brigu nad Juniorom. Bobby se pokuša našaliti, ali šala se pokazuje djetinjastom i istrošenom. Stigavši u šumu, počnu vikati čekajući odgovor, ali shvaćaju kako će morati pričekati zoru.
Po svitanju, Tony i Bobby odlaze u potragu za Pauliejem i Chrisom, koji se nastavljaju probijati. Pauliejev improvozirani zavoj za nogu propadne u snijeg i on padne; frustrirani Paulie opuca u zrak. Tony i Bobby očuju pucnjeve i odlaze u tom smjeru, dozivajući Paulieja i Christophera. Ovi odvraćaju i ubrzo se nađu. Paulie i Christopher su zahvalni što su pronađeni te ulaze u Tonyjev Suburban, u kojem se nalaze hrana i piće, ali je Tony evidentno iziritiran Pauliejem jer ga je doveo u neugodnu situaciju s Gloriom, te izgubio auto —- u kojem se nalazio originalni cilj njihove misije: Silviovih 5.000 dolara. Tony mu kaže da preuzme odgovornost za svaku neugodnost izazvanu Valerijevim nestankom ili iznenadnim pojavljivanjem, te da donese konačnu odluku hoće li ili neće tražiti Valerija, jer Paulie ima status kapetana i trebao bi preuzeti odgovornost. Oni odlučuju odustati i vratiti se u sjeverni Jersey.
Tijekom sastanka s dr. Melfi, Tony joj kaže za svoje probleme s Gloriom, a ona mu kaže kako njegova nova ljubavnica nije jedina koja je bila "nemoguća za udovoljiti", "teška" i "depresivna". Ona zatim upita, "Podsjeća li te to na neku drugu ženu?", očigledno misleći na njegovu majku Liviju. Nakon zamišljene stanke, Tony odmahne glavom.

## Glavni glumci
- James Gandolfini kao Tony Soprano
- Lorraine Bracco kao Dr. Jennifer Melfi
- Edie Falco kao Carmela Soprano
- Michael Imperioli kao Christopher Moltisanti
- Dominic Chianese kao Corrado Soprano, Jr.
- Steven Van Zandt kao Silvio Dante
- Tony Sirico kao Paulie Gualtieri
- Robert Iler kao A.J. Soprano
- Jamie-Lynn Sigler kao Meadow Soprano
- Aida Turturro kao Janice Soprano
- Joe Pantoliano kao Ralph Cifaretto
- Steve Schirripa kao Bobby 'Bacala' Baccalieri

### Gostujući glumci
- Tom Aldredge kao Hugh DeAngelis
- Vitalij Baganov kao Valerij
- Jason Cerbone kao Jackie Aprile Jr.
- Frank Ciornei kao Slava Malevski
- Crystal R. Fox kao medicinska sestra
- Dayna Gizzo kao Rita
- Ari Graynor kao Caitlin Rucker
- Oksana Lada kao Irina Peltsin
- Deepa Purohit kao Ambujam
- Annabella Sciorra kao Gloria Trillo
- Suzanne Shepherd kao Mary DeAngelis
- Anya Shetler kao Ilana

## Umrli
Valerijeva sudbina ostaje nejasna. Moguće je da je ubijen Pauliejevim hicem, ali dok ga dvojica muškaraca traže, kamera se iznenada okreće u ptičju perspektivu, prikazujući dvojicu mafijaša s visine, sugerirajući kako ih Valerij gleda sa stabla. Pauliejevo auto je nestalo te je moguće da ga je on ukrao.

## Naslovna referenca
- Pine Barrens je područje južnog New Jerseyja gdje Christopher i Paulie pokušavaju odbaciti Valerijeve ostatke.

## Produkcija
- Valerijeva sudbina nikad nije otkrivena, unatoč zahtjevu obožavatelja. David Chase je rekao kako epizoda nije zamišljena da se uklapa u širi kontekst. HBO-ov promotivni materijal navodi ga kao mrtvog, iako s upitnikom. Terence Winter je rekao:

- Ova epizoda snimljena je u Birch Grove Parku u New Jerseyju.[2]

## Poveznice s drugim medijima
- Redatelj Steve Buscemi u Fargu je glumio lika koji je bio dio para uključenog u otmicu u snježnim šumama s crnohumornim raspletom.
- Na početku filma Dobri momci, Billy Batts pronađen je u prtljažniku još uvijek živ, baš kao i Rus na početku ove epizode. Tony Sirico i Michael Imperioli (koji su igrali Paulieja i Chrisa) imali uloge u Dobrim momcima. Billyja Battsa glumio je Frank Vincent, koji će se kasnije pojaviti u seriji kao Phil Leotardo.
- Kad Paulie spominje uključenost Rusije u Kubansku raketnu krizu, Christopher odvraća: "To je bilo stvarno? Gledao sam taj film. Mislio sam da je to sranje." Film na koji misli je Trinaest dana.
- Scena u šumi, kad Rus treba biti ubijen, gotovo je kopirana kao referenca na Millerovo raskrižje, u kojem je redatelj epizode, Steve Buscemi, imao manju ulogu.

## Glazba
- Tijekom posljednje montaže i odjavne špice svira arija "Sposa son disprezzata" iz opere Bajazet Antonia Vivaldija, koju pjeva Cecilia Bartoli.  To je ista glazba koja otvara sljedeću epizodu, "Amour Fou".
- Videospot koji gleda A.J. je "Coffee & TV" sastava Blur.
- Dok na početku epizode Gloria Trillo stiže na dokove, svira Van Morrisonova "Gloria".

## Vanjske poveznice
- Pine Barrens u internetskoj bazi filmova IMDb-a